# Victor Paquet
Pas d'image ? Cliquez ici

a Compétitions nationales et continentales officielles uniquement.

b Matchs officiels uniquement.
Dernière mise à jour le 15 juillet 2025.
Victor Paquet, né le 6 octobre 1990 à Charleville-Mézières, est un joueur français de rugby à XV évoluant au poste de talonneur.

## Carrière

### En club
Victor Paquet a été formé au ROC Charleville où il débute à l'âge de 5 ans avant de rejoindre le centre de formation du Stade toulousain en 2005. Il débute en Top 14 le 5 septembre 2010 au Stade Ernest-Wallon face au Stade rochelais en entrant sur la pelouse à la 50e minute. Il joue ensuite quelques matchs de championnat et d'Heineken Cup entre 2010 et 2012, passant la majeure partie du temps avec l'équipe espoirs toulousaine. Il remporte tout de même deux fois le championnat de Top 14 en 2011 et en 2012. En 2012, il rejoint le Stade montois pour une saison mais il ne joue quasiment pas avec l'équipe professionnelle (seulement 4 apparitions) et il quitte le club à la fin de la saison,.
Il s'engage en Fédérale 2 avec Soyaux Angoulême XV Charente en juillet 2013. Il découvre la Fédérale 1 la saison suivante. Puis la montée en Pro D2 à l'issue de la saison 2015-2016. Il joue plusieurs matchs en tant que capitaine.
A l'été 2018, il retourne en Fédérale 1 en s'engageant avec le club promu de Rennes EC. Il y joue 36 matchs en deux saisons. A l'issue de la saison 2019-2020, il quitte le club rennais.
Il met un terme à sa carrière de joueur professionnel à l'issue de cette dernière saison et intègre en août 2020 le syndicat des joueurs professionnels : Provale.

### En équipe nationale
Victor Paquet évolue avec l'équipe de France de moins de 16 ans. À 17 ans, il est pensionnaire du Pôle France à Marcoussis. En 2008, il devient champion d'Europe des moins de 18 ans avec l'équipe de France. L'année suivante, il part en tournée en Afrique du Sud avec l'équipe de France des moins de 19 ans.
Il a une sélection avec l'équipe de Belgique lors d'un match face à l'équipe d'Allemagne en mars 2018 remporté 69 à 15 pendant le Championnat international d'Europe. À la suite de ce match, il est identifié comme n'étant pas sélectionnable avec la Belgique, ce qui entraîne la disqualification de son pays,.

## Palmarès
- Vainqueur du Champion d'Europe avec l'équipe de France des moins de 18 ans en 2008
- Vainqueur du Top 14 en 2011 et 2012 avec le Stade toulousain.